# Allarme rosso (film 1995)
Allarme rosso (Crimson Tide) è un film del 1995 diretto da Tony Scott, con Denzel Washington e Gene Hackman. La colonna sonora del film è di Hans Zimmer, che ha vinto un premio Grammy per il brano di testa.

## Trama
1995. Un capo ultranazionalista ceceno ha preso il controllo di una postazione di missili nucleari nella regione russa di Vladivostok e minaccia una guerra nucleare se il governo statunitense o quello russo tenteranno di opporsi. Al sottomarino nucleare americano classe Ohio USS Alabama, dotato di missili nucleari, è affidata la missione di pattugliare l'oceano Pacifico al largo della penisola di Kamčatka ed eventualmente lanciare un attacco preventivo, se la postazione nucleare russa tentasse di predisporre i propri missili al lancio, operazione che richiede un'ora di tempo per essere completata. Il capitano di vascello Frank Ramsey è al comando del sottomarino, uno dei pochissimi rimasti nella Marina statunitense con esperienza in combattimento; egli sceglie come suo nuovo “secondo” il capitano di corvetta Ron Hunter.
L'Alabama riceve l'ordine di armare i missili, sulla base delle informazioni satellitari. Prima che l'Alabama possa lanciare i suoi missili, inizia ad arrivare un secondo messaggio, ma la trasmissione viene interrotta dall'attacco di un sottomarino russo, alleato della causa ultranazionalista, che verrà in seguito distrutto in combattimento. Poiché i sistemi di comunicazione sono rimasti danneggiati nell'attacco, il resto del messaggio non può essere ricevuto e il messaggio non può essere autenticato. Tagliato fuori dalle comunicazioni, attaccato e con un ordine di lancio, il capitano Ramsey decide di procedere. Il suo secondo Hunter si rifiuta di confermare il lancio, come richiesto dalla procedura, che vuole il consenso del capitano e di quello del primo ufficiale per il lancio di missili, e propone di cercare la conferma del secondo messaggio, che egli ritiene sia l'annullamento del precedente ordine di lancio.
Quando Ramsey ordina l'arresto di Hunter, il suo ordine è inapplicabile perché, come detto, da regolamento il “secondo” deve essere d'accordo col comandante in caso di previsto lancio di missili nucleari. Il comandante Hunter è quindi costretto a ordinare l'arresto del capitano, e gli altri ufficiali, conoscendo il regolamento, gli ubbidiscono. È quindi il capitano ad essere arrestato per abuso di autorità. In seguito Ramsey sfugge alla custodia e accusa Hunter di ammutinamento, cosicché i due uomini si trovano a lottare per il comando. L'equipaggio si divide tra coloro che sono leali al capitano Ramsey e coloro che non vogliono rischiare la guerra nucleare e che seguono i regolamenti. Alla fine il sistema di comunicazione viene riparato e si apprende che l'esercito russo ha la situazione sotto controllo e che la ribellione è domata, pertanto il lancio non deve essere eseguito. A missione compiuta la commissione d'inchiesta nominata per indagare sull'accaduto assolve entrambi in quanto non riesce a stabilire con certezza chi avesse torto e chi ragione. Il comandante Ramsey dimostra la sua integrità testimoniando con la pura verità, e, forse per espiare il suo errore che avrebbe potuto avere esiti apocalittici scatenando una guerra nucleare, richiede il pensionamento anticipato. Ramsey inoltre raccomanda Hunter per una promozione a capitano, richiedendo che gli sia affidato prima possibile il comando di un sottomarino. Nella scena finale i due si chiariscono, riappacificandosi da gentiluomini.

## Contesto
Il film è basato sulla premessa, valida quando è stato girato, che i comandanti dei sottomarini americani fossero autorizzati a lanciare missili di propria iniziativa, se non avevano la possibilità di comunicare con il Presidente degli Stati Uniti dopo aver ricevuto l'ordine di armare i missili. Dal Gennaio 1996 la procedura fu cambiata, così che i missili potessero essere lanciati solo se fosse stato ricevuto un ordine diretto del comandante in capo, anche se le comunicazioni fossero state interrotte nel frattempo. La politica fu quindi uniformata a quella russa sui lanci di missili da sottomarini, che aveva sempre richiesto ordini diretti per il lancio.
Benché il film non pretenda di essere basato su una storia vera, gli eventi descritti sono simili ad un episodio realmente avvenuto nel periodo più teso della crisi dei missili di Cuba. Il 27 ottobre 1962 un ufficiale di un sottomarino sovietico di nome Vasilij Aleksandrovič Archipov si rifiutò di confermare il lancio di un siluro con una testata nucleare contro una nave da battaglia americana vicino a Cuba, mentre questa con cariche di profondità cercava di danneggiare o distruggere il sottomarino per far rispettare la quarantena a cui era sottoposta Cuba. Per iniziare tale attacco, le procedure navali sovietiche richiedevano che il capitano e altri due ufficiali confermassero l'ordine. L'altro ufficiale in servizio approvò il lancio, ma Arkhipov convinse il capitano ad attendere istruzioni da Mosca prima di procedere.

## Produzione
Il titolo originale del film si riferisce a uno dei soprannomi della squadra di football dell'Università dell'Alabama. Benché la sceneggiatura sia attribuita a Michael Schiffer, il film ha avuto almeno tre script doctor: Quentin Tarantino (è una sua idea la scena in cui i due marinai litigano riguardo ai fumetti), Steven Zaillian e Robert Towne.
La Marina americana ha rifiutato di collaborare con la produzione del film in quanto descrive un ammutinamento su una nave americana, anche se questo atteggiamento è in contraddizione con la cooperazione prestata al film L'ammutinamento del Caine nei primi anni cinquanta. La portaerei del film è la francese Foch. Il film è stato girato su un set di piattaforme sospese per rendere più realistico il rollio del sottomarino.

## Citazioni e riferimenti
La scena finale in cui a un marinaio viene assegnata la cura del terrier di Ramsey fuori dell'edificio in cui si svolge l'inchiesta, è stata ripresa in alcune parodie televisive; ad esempio ne I Simpson la puntata 3G04 Marinaio Homer (Simpson Tide) riprende molte scene del film (la partenza, gli ufficiali sulla torretta al tramonto, la discussione sulla guerra, il processo finale).
Il gruppo power metal finlandese Nightwish ha realizzato una cover del tema principale della colonna sonora Crimson Tide, introducendo assoli di chitarra basati appunto sul tema principale e accompagnamento di batteria; il brano è chiamato Crimson Tide and The Deep Blue Sea, poiché è un ibrido tra questa colonna sonora e quella di Blu profondo.

## Distribuzione
Negli Stati Uniti è uscito nelle sale cinematografiche il 12 maggio 1995. In Italia, invece, è uscito il 14 settembre dello stesso anno.

## Accoglienza
La pellicola fu un grande successo al botteghino. Con un budget di ben 53 milioni di dollari infatti, ne guadagnò 91 milioni solo negli Stati Uniti e altri 63 milioni nel resto del mondo, per un totale che supera i 157 milioni.

## Riconoscimenti
- 1996 - Premio Oscar
  - Nomination Miglior montaggio a Chris Lebenzon
  - Nomination Miglior sonoro a Kevin O'Connell, Rick Kline, Gregory H. Watkins e William B. Kaplan
  - Nomination Miglior montaggio sonoro a George Watters II
- 1996 - Saturn Award
  - Nomination Miglior colonna sonora a Hans Zimmer
- 1996 - BMI Film & TV Award
  - Miglior colonna sonora a Hans Zimmer

- 1996 - Grammy Award
  - Miglior colonna sonora a Hans Zimmer
- 1996 - MTV Movie Award
  - Nomination Miglior performance maschile a Denzel Washington
- 1996 - Motion Picture Sound Editors
  - Miglior montaggio sonoro
- 1996 - Image Award
  - Miglior attore protagonista a Denzel Washington
  - Nomination Miglior film

## Colonna sonora
La colonna sonora è stata composta da Hans Zimmer ed è stata pubblicata il 16 maggio 1995 da Hollywood Records in un'edizione costituita da 5 tracce (60 minuti di musica).

### Tracce
1. Mutiny – 8:57
2. Alabama – 23:50
3. Little Ducks – 2:03
4. 1SQ – 18:03
5. Roll Tide (Includes Hymn "Eternal Father, Strong to Save") – 7:33

## Curiosità
- Nella camera di manovra dei sottomarini americani talvolta si usa l'illuminazione rossa per aiutare la visione notturna dell'ufficiale addetto al periscopio.[7]
- I sottomarini strategici di classe Ohio non hanno la sentina, nonostante essa sia presente nel film.[7]
- Denzel Washington giunse alla mostra del cinema di Venezia, dove il film venne presentato, su un vero sottomarino, il Salvatore Pelosi, prestato dalla Marina Italiana.[11]

## Slogan promozionali
- «Danger runs deep»
- «Il pericolo corre sul fondo»